# 2-펜탄온
2-펜탄온(영어: 2-pentanone) 또는 메틸 프로필 케톤(영어: methyl propyl ketone, MPK)은 케톤이며 그다지 중요하지 않은 용매이다. 2-펜탄온은 메틸 에틸 케톤과 비슷하지만 용해력이 낮고 가격이 더 비싸다. 2-펜탄온은 푸른곰팡이 생장에서의 대사 산물로 담배(Nicotiana tabacum)와 블루 치즈에서 자연적으로 생성된다.

## 같이 보기
- 펜탄온
- 3-펜탄온
- 3-메틸-2-부탄온